# Klargul lövängsbrokmal
Klargul lövängsbrokmal, Heinemannia laspeyrella, är en fjärilsart som först beskrevs av Jacob Hübner 1796.  Klargul lövängsbrokmal ingår i släktet Heinemannia, och familjen märgmalar, Parametriotidae. Enligt den finländska rödlistan är arten sårbar, VU, i Finland. Enligt den svenska rödlistan är arten starkt hotad, EN, i Sverige.  I Norden förekommer Arten lokalt i Sverige, Norge och Finland. I Europa i övrigt förekommer arten i Ryssland, Estland Litauen, Polen, Tyskland, Tjeckien och Slovakien. Dessutom förekommer den också i de sydöstra delarna av Europa. I Sverige förekommer arten i Småland, Västergötland, Värmland, Dalarna och Hälsingland samt på Öland och Gotland. Arten är mycket lokal och sporadisk i sitt uppträdande. Artens livsmiljö är lövängar och slåttermarker med sparsam busk- och trädvegetation.